# Kyibu II
Kyibu II, persoonsnaam Wangdu Norbu (1896/1897 - 1951/1957) was een Tibetaans politicus, telegrafist en tolk. Zijn familienaam is eigenlijk Kyipuk; hij gebruikte zelf de spelling Kyipup in correspondentie in het Engels.

## Familie
Hij was de tweede zoon van Kusho Kyipup Sonam Tobgye Kyipup die ten tijde van de Britse Veldtocht in Tibet (1903-04) in regeringsdienst in Yatung werkte en erna in dezelfde plaats als handelsagent. De familie had bezittingen in Gyantse, Penum, Pangkor en Chalu. Zijn broers waren Kyibu I en Kyibu III. Hij trouwde in 1935 met de tweede dochter van Taring Radja en had vier kinderen.

## Studie
Hij was een van de Tibetaanse jongens die in 1913 voor scholing naar Rugby School in het Verenigd Koninkrijk ging; de anderen waren Ringang, Möndro en Gongkar. De reis stond onder leiding van Lungshar.
Hij wordt beschreven als de minst begaafde scholier van de vier. Hij leerde basiskennis van de cartografie en irrigatietechniek. In 1917 keerde hij terug naar Tibet. Deze bezoeken waren overeengekomen tussen Sir Charles Bell en de dertiende dalai lama.
Later dit jaar vertrok hij naar Roorkee in Uttarakhand voor verdere studie in irrigatie, maar zou hier niet veel vorderingen gemaakt hebben. Hij kwam daarna weer terug naar Tibet. Vanaf de lente tot november in 1919 verbleef hij voor een studie in telegrafie in Kalimpong.

## Loopbaan

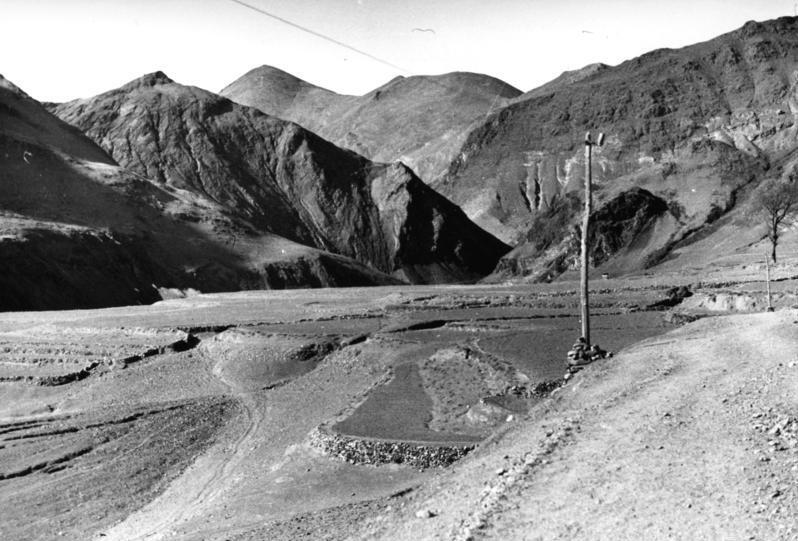
Telegrafiedienst, Gobshi, 1939

In Lhasa was hij enige tijd verantwoordelijk voor de telegrafiedienst. Daarna werd hij benoemd tot Dzongpön van de Dzong van Ze in de buurt van Chushur. Daarnaast was hij rentmeester van het landgoed Ze in de buurt van Chushul. In 1940 werd hij benoemd tot Mipön van Lhasa. Dit is een functie vergelijkbaar met magistraat of burgemeester. Alle burgerlijke geschillen en criminele zaken werden door hem behandeld. Ook had hij de beschikking over een kleine politiemacht die onder initiatief van de dertiende dalai lama in 1922 door Britse adviseurs was getraind. In de lente van 1942 werd hij uit deze positie ontheven, omdat hij te mild zou zijn. Hetzelfde jaar werd hij benoemd als bestuursfunctionaris voor het landgoed Huyu Lingka in Shang in de provincie Tsang.
Vanaf 1944 werkte hij meerdere jaren voor de telegrafiedienst van het Britse gezantschap, nog steeds onder begeleiding, en als tijdelijk tolk in dienst van het Britse ministerie van buitenlandse zaken. Later werd hij permanent tolk voor het Tibetaanse ministerie van buitenlandse zaken en het bureau van de Kashag. Hij reisde mee met officiële regeringsbezoeken aan het buitenland, zoals de Asian Relations Conference in 1947. In 1949 werd hij gepromoveerd tot functionaris 4e rang.